# Mercury-Atlas 4

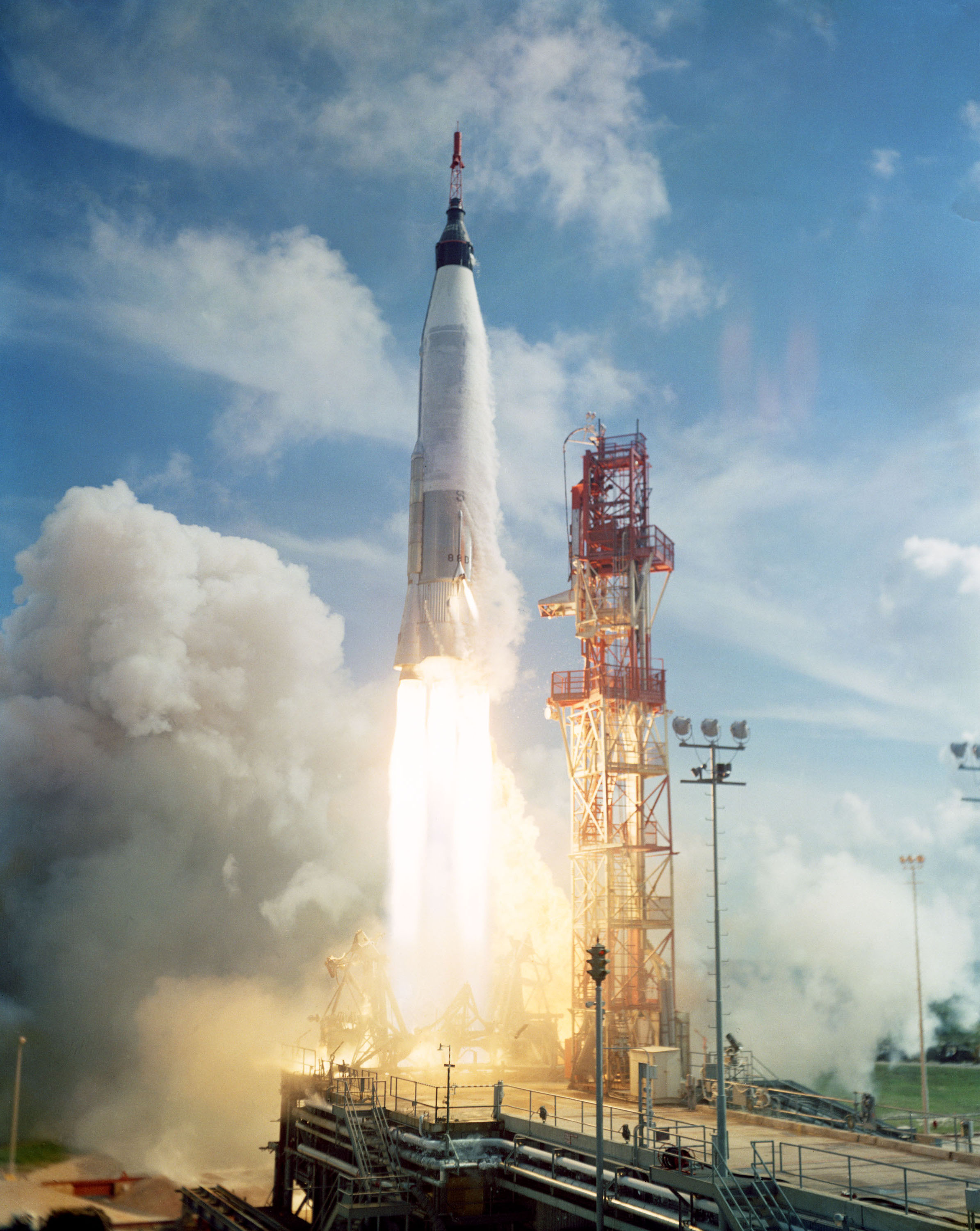
Lancio della Mercury Atlas 4

Mercury-Atlas 4 fu una missione nello spazio priva di equipaggio nel corso del programma Mercury degli Stati Uniti d'America. Venne lanciata da Cape Canaveral il 13 settembre 1961 alle ore 14:09 UTC. A bordo si trovava un simulatore d'equipaggio, cioè un pacco di strumenti che simularono la presenza di un essere umano a bordo. La capsula spaziale orbitò intorno alla Terra per una volta.
Scopo della missione fu il collaudo del sistema di trasmissione via radio del Mercury in orbita; inoltre essa fu in pratica il primo volo in orbita riuscito con successo nell'ambito del programma Mercury. Tutte le precedenti missioni del programma terminate con successo infatti erano semplici voli suborbitali.
Il simulatore d'equipaggio, cioè il carico trasportato durante la missione, era composto da un pupazzo quale pilota (per testare i sistemi di regolamentazione della temperatura), due nastri di registrazione di voce (per testare le trasmissioni via radio), un sistema di sopravvivenza, tre camere fotografiche, strumenti per misurare il livello di rumore, vibrazioni e radiazioni.
La missione fu la dimostrazione dell'idoneità del razzo vettore del tipo Atlas per portare la capsula Mercury in orbita. Inoltre poté essere dimostrato che la capsula ed i suoi sistemi erano in grado di operare completamente automaticamente ed autonomamente. Un particolare successo venne valutato la registrazione di diverse immagini della Terra.

La capsula percorse un'orbita intera intorno alla Terra prima di atterrare senza particolari problemi. Venne recuperata a circa 280 km ad est delle isole Bermude, un'ora e 22 minuti dopo l'atterraggio. La capsula venne portata a bordo dell'incrociatore USS Decatur che si trovava a circa 55 chilometri dal punto di atterraggio.
La MA-4 fu un pieno successo dato che tutti gli obbiettivi della missione erano stati perfettamente centrati.
Per la missione venne impegnata la capsula Mercury con il numero di serie 8A, cioè la stessa già impegnata nella missione interrotta durante la fase di lancio MA-3. Il razzo vettore Atlas aveva il numero di serie 88-D.

## Altri dati
- Velocità massima: 28.205 km/h km/h (17.526 miglia orarie)
- Accelerazione raggiunta: 7,7 g (74,5 m/s²)